# تاریخ هخامنشیان در مصر

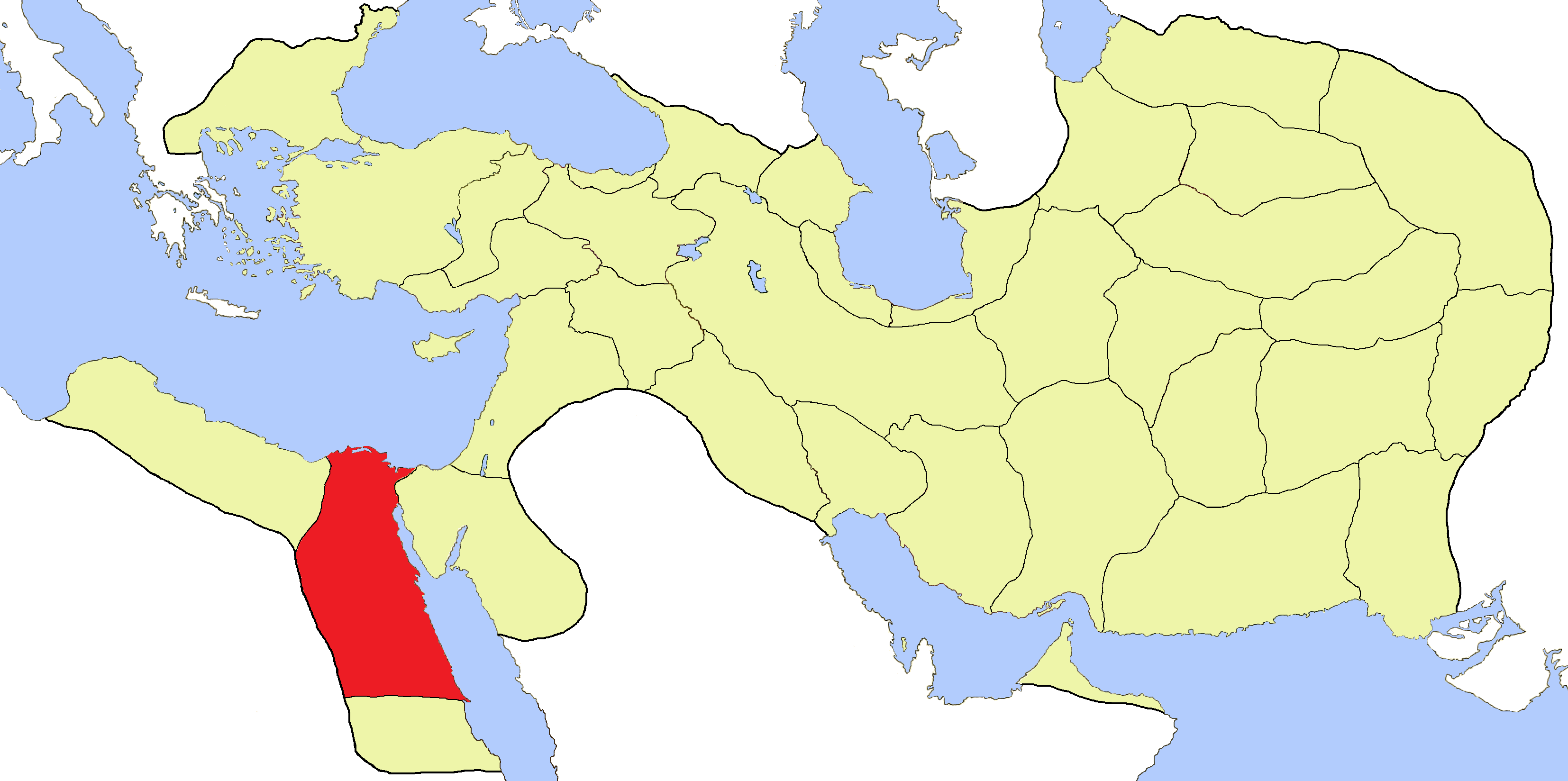
امپراتوری هخامنشی در بیشترین قلمروی خود، ۵۰۰ سال پیش از میلاد

در دورهٔ هخامنشیان، مصر دو بار توسط هخامنشیان فتح شد. در حکومت نخست هخامنشیان در مصر، در سال ۵۲۵ پ. م، ارتش کمبوجیه دوم ارتش پسامتیک سوم را در نبرد پلوزیوم در شرق رود نیل شکست داد و نخستین حکومت هخامنشیان بر مصر با عنوان دودمان بیست و هفتم آغاز شد.
مصریان در طول حکمرانی هخامنشیان، چندین بار دست به شورش زدند و حتی هخامنش عموی اردشیر یکم و ساتراپ مصر را به قتل رسانیدند. در نهایت توانستند در سال ۴۰۴ پ. م در دوران پادشاهی داریوش دوم استقلال خود را از هخامنشیان به دست آوردند. اما پس از مدتی استقلال مصر، اردشیر سوم مصر را برای دوره‌ای کوتاه (۳۴۳ تا ۳۳۲ پیش از میلاد) (۱۱ سال) با عنوان دودمان سی و یکم مصر فتح کرد.